# Morrnah Simeona
Morrnah Nalamaku Simeona (* 19. Mai 1913 in Honolulu, Hawaii; † 11. Februar 1992 in Kirchheim bei München) war eine kahuna lapaʻau (Kräuterheilerin) in Hawaiʻi und lehrte eine modernisierte Version des traditionellen hoʻoponopono in den USA, in Asien und Europa.

## Kahuna lapaʻau
Morrnah war die Tochter von Kimokeo und Lilia Simeona, beide indigene Hawaiier. Ihre Mutter Lilia war eine der letzten anerkannten kahuna lāʻau kahea oder „Priesterin, die mit Worten heilte“. Bereits in Jugendjahren wurde Morrnah als kahuna lapaʻau (Kräuterheiler) anerkannt, war dann zunächst Heilpraktikerin mit Lomi-Lomi-Massage und leitete zehn Jahre lang ihre Praxis im Kahala Hilton und Royal Hawaiian Hotel. Unter ihren Kunden im Hilton waren Lyndon B. Johnson, Jackie Kennedy und Arnold Palmer. 1983 wurde sie mit dem Titel 'Living Treasure of Hawaiʻi' (Lebender Schatz von Hawaiʻi) durch die Honpa Hongwanji Mission of Hawaiʻi geehrt.

## Hoʻoponopono
1976 begann sie das hoʻoponopono, eine Tradition der alten Hawaiier zur gegenseitigen Aussöhnung und Vergebung den gesellschaftlichen Realitäten der heutigen Zeit anzupassen, zum Beispiel die Möglichkeit zu bieten, dass das Verfahren auch alleine durchgeführt werden kann. Hierdurch machte sie die geheimen kahuna-Gebete öffentlich. Sowohl ihre christliche Erziehung (katholisch getauft, protestantische Eltern) als auch ihr Wissensdurst führten sie ferner zu philosophischen Studien über Indien, China und Edgar Cayce. Die synkretistische Verknüpfung der hawaiischen Struktur des hoʻoponoponos mit Gebeten zum Göttlichen Schöpfer (als höchstes Bewusstsein, religionsneutral) und die Verbindung von Problemen mit Reinkarnation und Karma (letzteres auf Hawaii bekannt, wenn auch unter anderem Namen), ergab eine vor allem zeitliche Vereinfachung des Verfahrens. Inhaltlich wurde es zu einem allgemeinen Problemlösungsverfahren erweitert und damit zu einer umfassenden Selbsthilfe-Therapie. Sie hatte keine Bedenken, traditionelle Konzepte mit zeitgenössischen in Einklang zu bringen, obwohl sie dafür von einigen hawaiischen Puristen kritisiert wurde. „Ihr System benützt hoʻoponopono-Techniken, um eine aktive Zusammenarbeit zwischen den drei Aspekten des Bewusstseins oder Selbstes zu erreichen, denen sie sowohl hawaiische Namen wie auch die Begriffe Überbewusstsein, Bewusstsein und Unterbewusstsein gab.“
Sie hielt Vorträge und gab Seminare über hoʻoponopono bei den Vereinten Nationen (1983), in einem Dutzend Staaten in den USA und in mehr als vierzehn Ländern, darunter Deutschland, Frankreich, die Niederlande und die Schweiz, Japan und Russland; ebenso an Hochschulen wie der University of Hawaiʻi und der Johns Hopkins University, in Krankenhäusern, bei religiösen Institutionen und wirtschaftlichen Betrieben. 1982 organisierte sie das First World Symposium of Identity of Man (Erstes Weltsymposium für die Identität des Menschen). Ein Reporter bemerkte: „Es gab etwas sehr Beruhigendes und Entspannendes allein durch Simeonas Anwesenheit; und wenn sie darüber sprach den Menschen beizubringen, wie sie sich von Stress befreien und inneren Frieden gewinnen können, schwang eine natürliche Ernsthaftigkeit in ihrer Stimme mit.“
Um ihr hoʻoponopono-Verfahren zu verbreiten, gründete sie 1980 The Foundation of ‘I’, Inc. (Freedom of the Cosmos), wandelte 1986 ihre Pacifica Seminars aus den 1970er Jahren in eine Körperschaft um und gründete 1990 Pacifica Seminars in Deutschland. Simeona schrieb drei Lehrbücher: 'Self-Identity through Hoʻoponopono, Basic 1' (128 S.), 'Basic 2' (erst nach zwei Jahren Praxis zu benützen) und 'Basic 3' (erst nach fünf Jahren). Simeona empfahl das Warten bei den Teilen 2 und 3, um zunächst durch 'Teil 1' tiefen Respekt vor der Göttlichen Gegenwart zu entwickeln. 1990 wurde das englische Original von 'Basic 1', 8. Auflage, offiziell in Deutsch und Französisch übersetzt und als Paperback-Version gedruckt.
Im Spätherbst 1990 führte sie ihre letzte Reise mit Vorträgen und Seminaren durch Europa bis nach Jerusalem. Am 16. Januar 1991 kam sie nach Deutschland zurück, wo sie in Stille im Haus von Michael Micklei und Yvette Mauri in Kirchheim bei München wohnte und dort auch 1992 starb.

## Die Freiheitsstatue

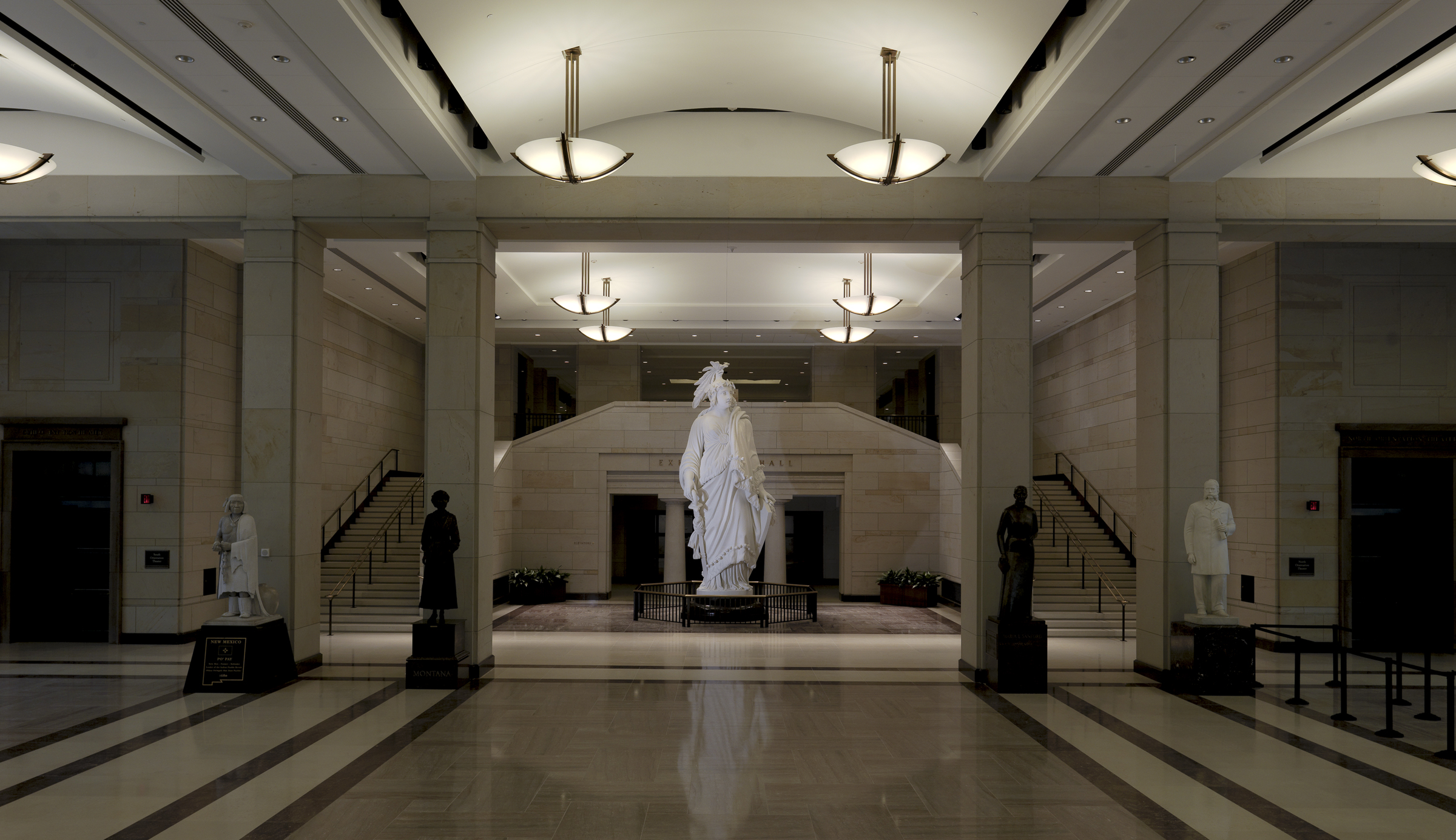
Das Gipsmodell der Freiheitsstatue residiert jetzt im Capitol Visitor Center.

Am 25. März 1992 hielt US-Senator Daniel Akaka (D – Hawaii) vor dem Senat eine Lobrede auf Simeona, die im Congressional Record abgedruckt wurde. Er führt aus, dass sie die Renovierung des Gipsmodells der Freiheitsstatue anregte, die gusseisern auf dem Dom des United States Capitol steht (nicht zu verwechseln mit der Liberty an der Hafeneinfahrt von New York City). Nachdem sie 25.000 US$ sammelte und spendete, wurde das in etliche Teile zerlegte und beschädigte Modell aus dem Lagerhaus entfernt und in seinen ursprünglichen Zustand gebracht. Es erhielt Anfang 1993 einen Ehrenplatz im Russell Senate Office Building, schließlich im Capitol Visitor Center, wo es, wie Akaka bemerkte, als eine Erinnerung an Morrnah Simeona dient.